# Impatiens crassiloba
Impatiens crassiloba är en balsaminväxtart som beskrevs av Joseph Dalton Hooker. Impatiens crassiloba ingår i släktet balsaminer, och familjen balsaminväxter. Inga underarter finns listade i Catalogue of Life.